# Rebecca Welch
Rebecca Welch (Washington, Inglaterra, 1 de diciembre de 1983) es una árbitra de fútbol inglesa internacional FIFA desde el 2015 que dirige los partidos de la English Football League.
En 2021, se convirtió en la primera mujer designada para arbitrar un partido de la English Football League, cuando fue designada para arbitrar un partido de la English Football League Two entre Harrogate Town y Port Vale, que tuvo lugar en el Wetherby Road de Harrogate el 5 de abril.

## Carrera
Después de haber trabajado como administradora en el Servicio Nacional de Salud, Welch se convirtió en árbitro de fútbol en 2010, pero continuó trabajando en su puesto en el NHS hasta 2019. Había jugado al fútbol desde muy joven y estudió para ser árbitro en la Asociación de Fútbol del Condado de Durham. Sus primeros dos partidos fueron juegos universitarios femeninos, seguidos de un partido de la liga dominical en Sunderland, algo que ella describió como "una olla de pescado completamente diferente" en comparación con los juegos universitarios.
Durante su carrera como árbitro, ha oficiado partidos en la FA Women's Super League y fue árbitro en las finales de la Women's FA Cup de 2017 y 2020. También ofició en el FA Women's Community Shield del 2020. Desde la National League 2018-19, ha arbitrado en varios partidos masculinos de la National League. En diciembre de 2020 fue añadida a la lista femenina de élite de la UEFA, uniéndose a otras funcionarias de fútbol para arbitrar partidos internacionales, incluidas Stéphanie Frappart de Francia y Bibiana Steinhaus de Alemania.
El nombramiento de Welch para arbitrar el partido Harrogate Town y Port Vale fue anunciado por la Asociación Inglesa de Fútbol el 30 de marzo de 2021. El juego transcurrió sin problemas con Welch oficiando de manera efectiva. Port Vale ganó el partido (2-0). Dos jugadores recibieron tarjetas amarillas, pero hubo poca disidencia aparte de una queja vocal de Connor Hall de Harrogate sobre una posible penalización en la primera mitad. El anuncio convirtió a Welch en la primera mujer en ser designada para arbitrar un partido de la English Football League, aunque no la primera mujer en arbitrar durante un partido. Amy Fearn fue sustituida para arbitrar los últimos 20 minutos de un partido entre Coventry City y Nottingham Forest en febrero de 2010 cuando el árbitro original fue retirado debido a una lesión.
El 29 de diciembre de 2021, se anunció que Welch sería la primera mujer en arbitrar un partido de la FA Cup masculina de tercera ronda. El partido en cuestión, entre Birmingham City y Plymouth Argyle, se jugó el 8 de enero de 2022.

## Torneos de selecciones
Ha arbitrado en los siguientes torneos de selecciones nacionales:
- Clasificatorios para el Campeonato Europeo Femenino Sub-17 de la UEFA 2015-16
- Clasificatorios para el Campeonato Europeo Femenino Sub-19 de la UEFA 2017
- Clasificatorios para el Campeonato Europeo Femenino Sub-17 de la UEFA 2016-17
- Clasificatorios para el Campeonato Europeo Femenino Sub-17 de la UEFA 2017-18
- Clasificatorios y fase final del Campeonato Europeo Femenino Sub-19 de la UEFA 2018
- Clasificación de UEFA para la Copa Mundial Femenina de Fútbol de 2019
- Clasificación para el Campeonato Europeo Femenino Sub-19 de la UEFA 2019
- Clasificación para la Eurocopa Femenina 2022
- Copa de Chipre
- Clasificación de UEFA para la Copa Mundial Femenina de Fútbol de 2023
- Eurocopa Femenina 2022
- Copa Mundial Femenina de Fútbol Sub-17 de 2022
- Copa Mundial Femenina de Fútbol de 2023

## Torneos de clubes
Ha arbitrado en los siguientes torneos internacionales de clubes:
- Liga de Campeones Femenina de la UEFA